# Liste der Naturdenkmale in Hügelsheim
| Naturdenkmale | Anzahl |
| ------------- | ------ |
| FND           | 1      |
| END           | 0      |
| Gesamt        | 1      |

Die Liste der Naturdenkmale in Hügelsheim nennt die verordneten Naturdenkmale (ND) der im baden-württembergischen Landkreis Rastatt liegenden Gemeinde Hügelsheim. In Hügelsheim gibt es insgesamt ein als Naturdenkmal geschützte Objekte, dieses ist ein flächenhaftes Naturdenkmal (FND), es gibt kein Einzelgebilde-Naturdenkmal (END).
Stand: 31. Oktober 2016.

## Flächenhafte Naturdenkmale (FND)
| Name                     | Bild | Kennung     | Einzelheiten | Position | Fläche Hektar | Datum        |
| ------------------------ | ---- | ----------- | ------------ | -------- | ------------- | ------------ |
| Röhrichte im Wört        | BW   | 82160220001 | Hügelsheim   | ⊙        | 5,1           | 4. Okt. 1984 |
| Legende für Naturdenkmal |      |             |              |          |               |              |